# Lasius distinguendus
Lasius distinguendus är en myrart som först beskrevs av Carlo Emery 1916.  Lasius distinguendus ingår i släktet Lasius och familjen myror. Inga underarter finns listade i Catalogue of Life.

## Bildgalleri

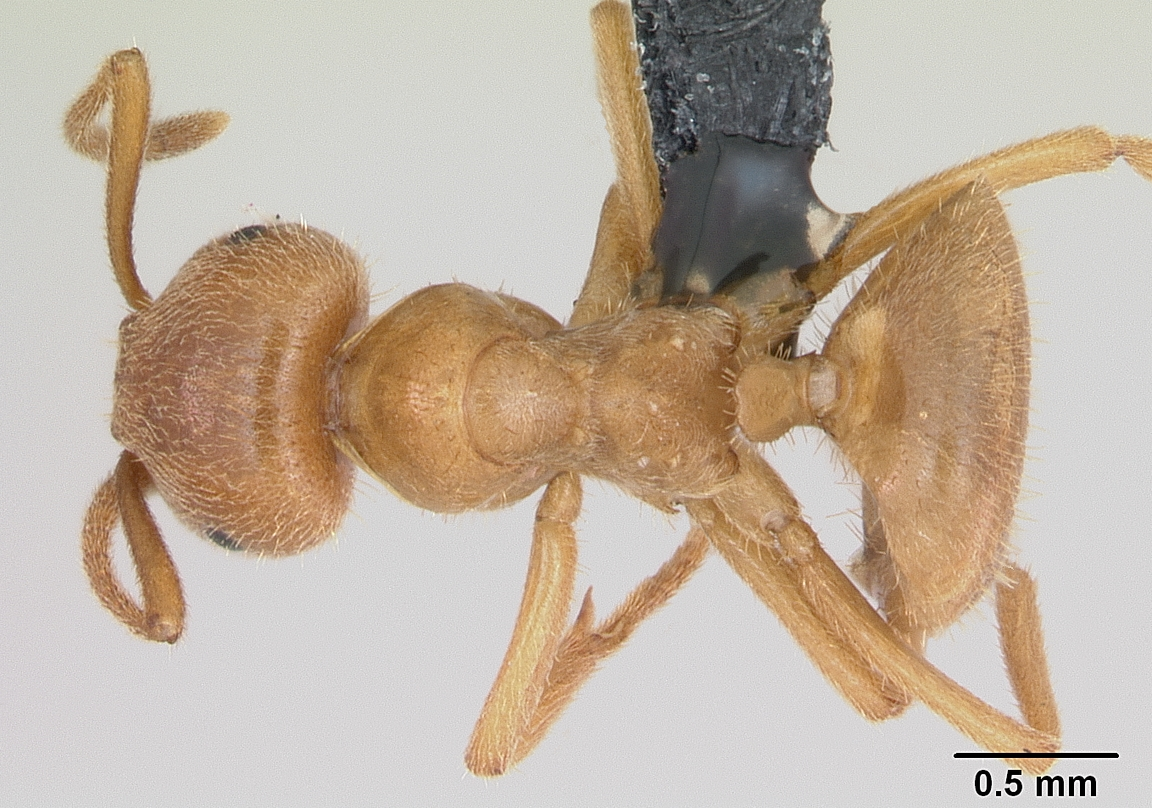
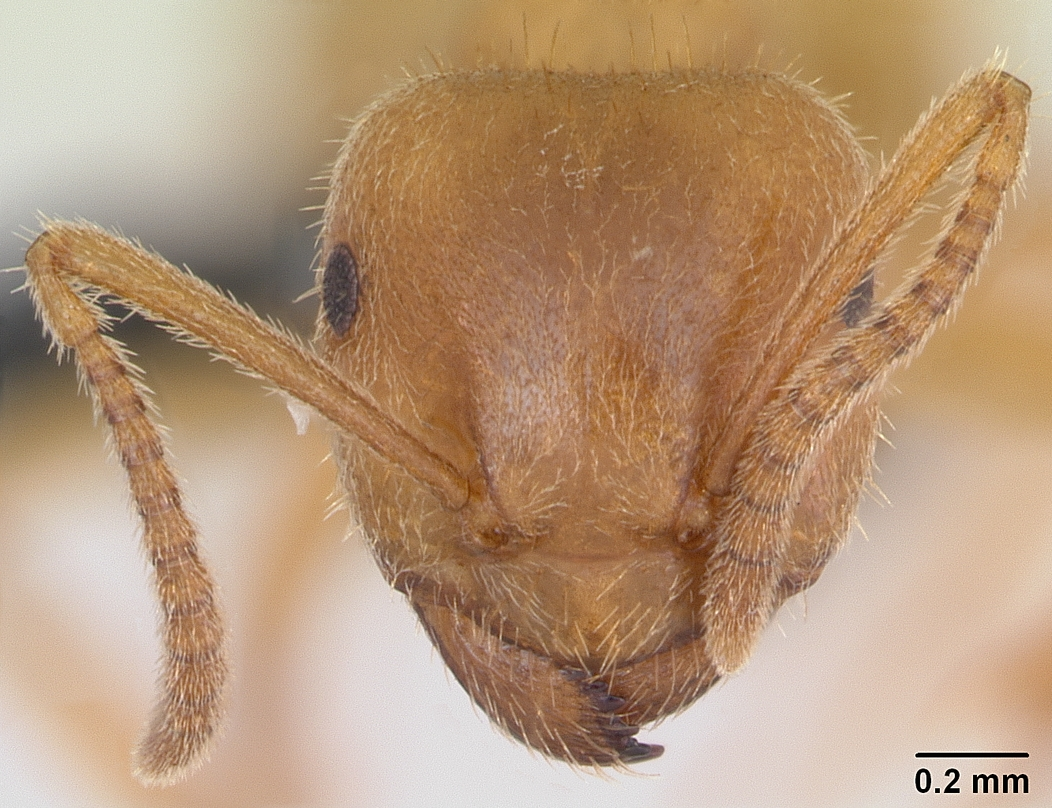
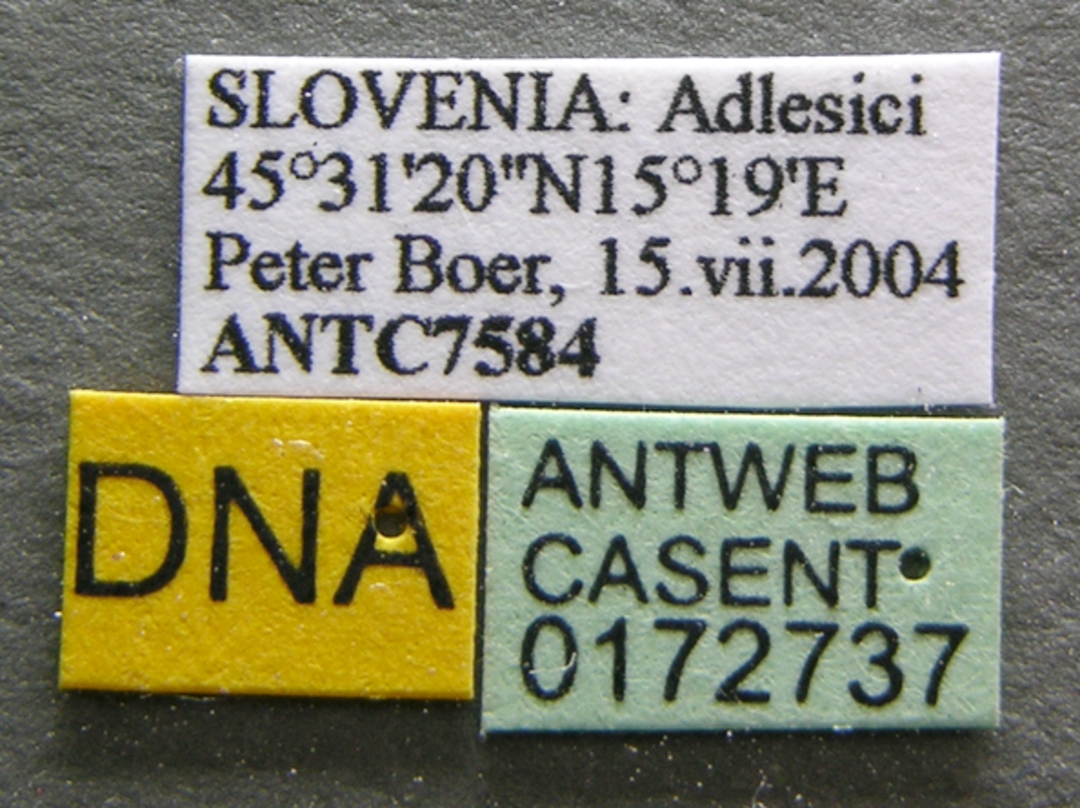
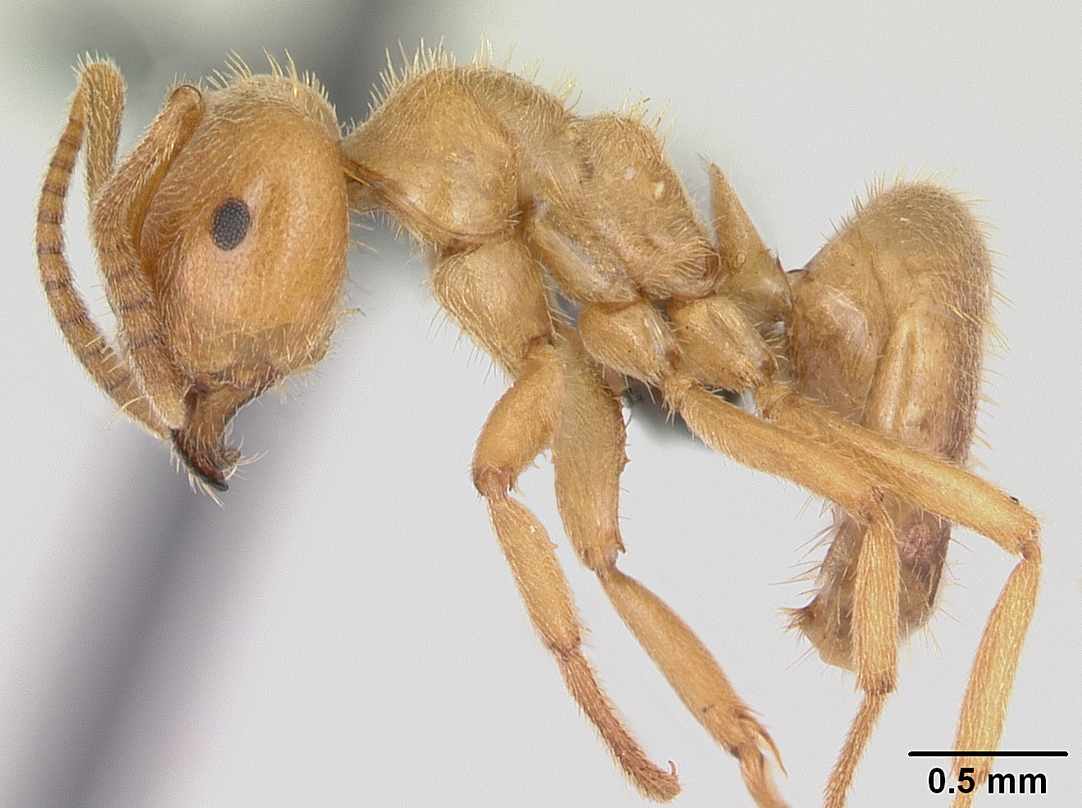
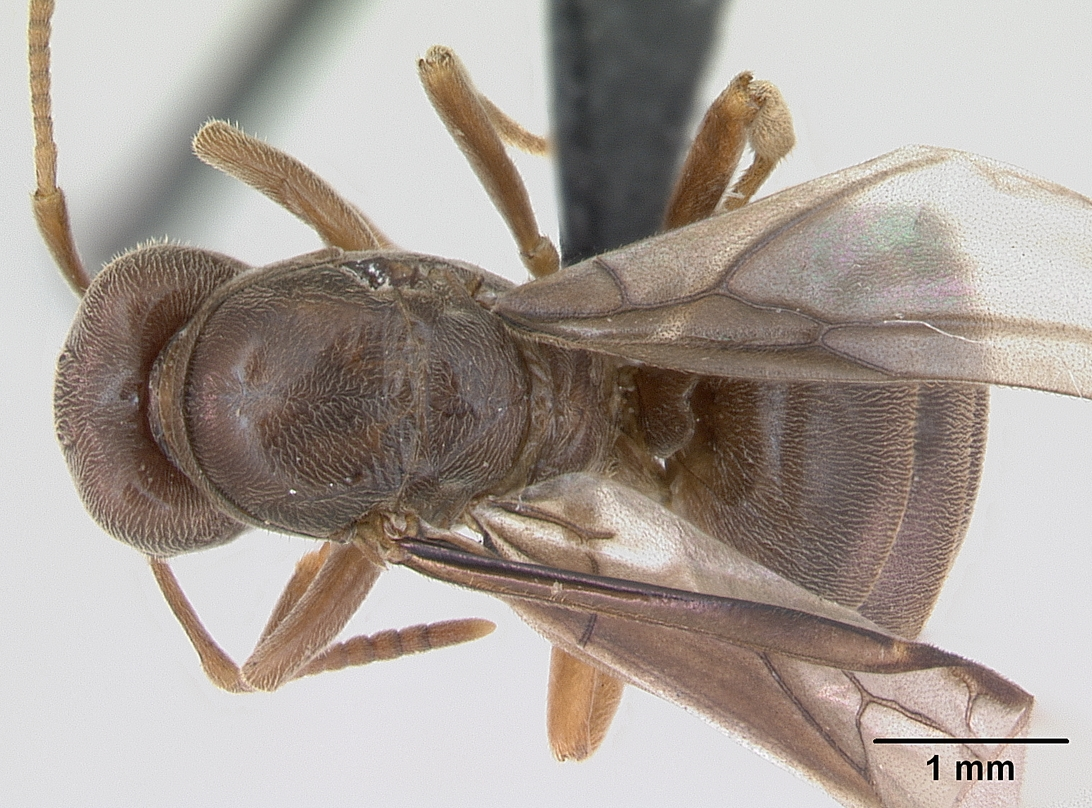
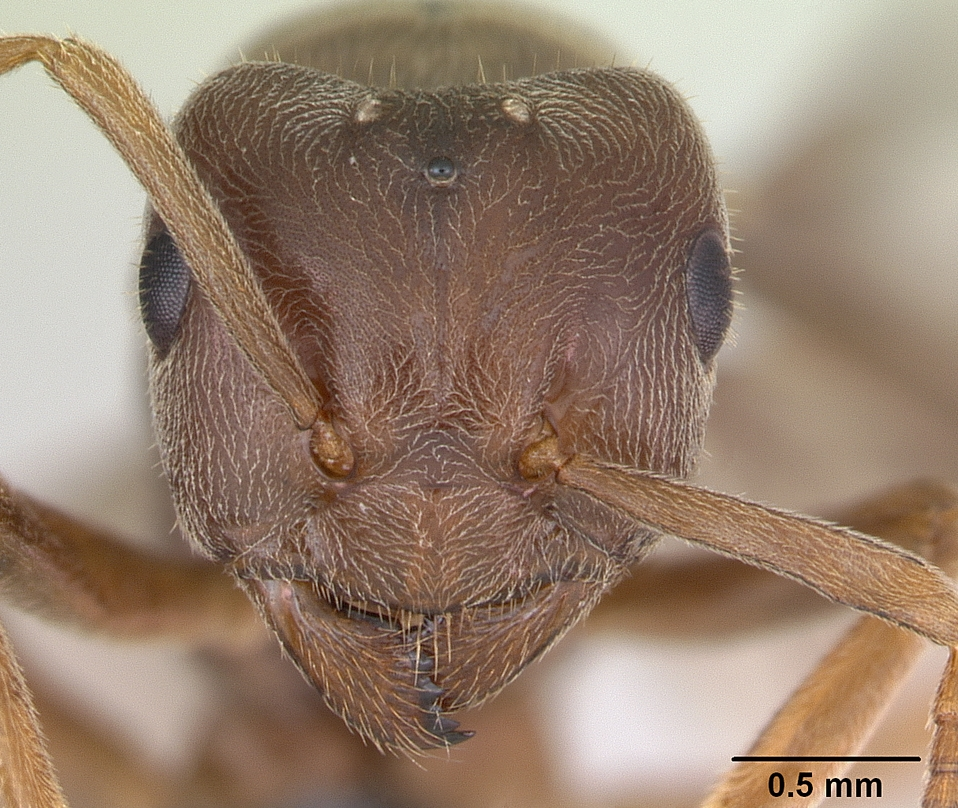